# Onthophagus loroi
Onthophagus loroi là một loài bọ cánh cứng trong họ Bọ hung (Scarabaeidae).